# Raka (Rapla)
Raka – wieś w Estonii, w prowincji Rapla, w gminie Rapla.